# Tetraferroplatí
El tetraferroplatí és un mineral de la classe dels elements natius. El nom prové dels cristalls tetragonals i del contingut en ferro i platí; un sinònim d'aquest nom és el codi IMA1974-012b. Forma possiblement una solució sòlida amb la tulameenita. Va ser acceptat per la IMA l'any 1974.

## Classificació
Segons la classificació de Nickel-Strunz, el tetraferroplatí pertany al grup 1.AG.40 (1 per a Elements; A per a Metalls i aliatges intermetàl·lics i G per a Aliatges d'elements del grup del platí) juntament amb els següents minerals: hexaferro, garutiïta, atokita, rustenburgita, zviaguintsevita, taimirita-I, tatianaïta, paolovita, plumbopal·ladinita, estanopal·ladinita, cabriïta, chengdeïta, isoferroplatí, ferroniquelplatí, tulameenita, hongshiïta, skaergaardita, yixunita, damiaoïta, niggliïta, bortnikovita i nielsenita. En la classificació de Dana es troba al grup 1.2.4.1.

## Característiques
La tetraferroplatinum és un element químic de fórmula química PtFe. Cristal·litza en el sistema tetragonal. La seva duresa a l'escala de Mohs és 4 a 5. Pot presentar impureses de rodi, iridi, coure, níquel i estany.

## Formació i jaciments
Sol trobar-se en placers de platí. Ha estat descrit a tots els continents menys a Europa i Amèrica del Sud.